# Bob Baetens
Robert Frédérik Louis (Bob) Baetens (Antwerpen, 28 oktober 1930 - 19 oktober 2016) was een Belgisch roeier.

## Loopbaan
Baetens was met Michel Knuysen actief in de categorie twee zonder stuurman. Ze werden verschillende keren Belgisch kampioen en in 1951 Europees kampioen. Op de Olympische Spelen van 1952 behaalden ze een zilveren medaille. Op de Europese kampioenschappen van 1953 en 1955 behaalden ze eveneens de zilveren medaille. In 1956 veroverden ze brons. Op de Olympische Spelen van 1956 strandde het duo in de herkansing van de eerste ronde.
Na zijn sportcarrière werd Baetens trainer en voorzitter van de Antwerpse Roeivereniging Sculling. Hij was voorzitter en stichtend lid van de Vlaamse Roeiliga en bezieler van de roeibaan Hazewinkel.
Baetens was in de jaren 70 van de twintigste eeuw selectieheer voor de Belgische roeiploeg, onder andere ook voor de Olympische Spelen van 1976.

## Palmares
twee-zonder-stuurman
- 1951:  EK in Mâcon
- 1952:  OS in Helsinki
- 1953:  EK in Kopenhagen
- 1953:  Silver Goblets & Nickalls’ Challenge Cup
- 1955:  EK in Gent
- 1956:  EK in Bled
- 1956: 3e in herkansing OS in Melbourne